# Volume Shadow Copy Service
Volume Shadow Copy Service (VSS), in lokalisierten Windows-Versionen Volumeschattenkopie und umgangssprachlich kurz Schattenkopie genannt, ist ein mit Windows XP eingeführter Systemdienst zur Erzeugung und Bereitstellung von Versionsständen.

## Weitere Details
Der Volumeschattenkopie-Dienst wurde mit dem Betriebssystem Windows XP eingeführt und danach in erweiterter Form auch mit Windows Server 2003, Windows Vista, Windows 7, Windows Server 2008, Windows Server 2012, Windows Server 2016 und auch Windows 10 bereitgestellt. Er dient zur einfachen Erzeugung und Bereitstellung von Versionsständen (sog. Snapshots). Im Rahmen der zuvor bereitgestellten Festplattenkapazität speichert dieser Dienst Modifikationen an Dateien und Ordnern im Rahmen von bis zu 64 Schattenkopien, also älteren Versionsständen.
Die Schattenkopien selbst sind schreibgeschützt. Der Vorteil dieser Technik liegt primär darin, dass Benutzer überschriebene ältere Versionen einer Datei selbständig wiederherstellen können, ohne auf einen Eingriff durch einen Administrator angewiesen zu sein.
Zusätzlich kann der Volume Shadow Copy Service dazu verwendet werden, Datensicherungen von konsistenten Zuständen der Dateisysteme oder Metadaten zu erstellen, die sonst durch Schreiboperationen blockiert sein können (z. B. die Registry oder die Systemdatenbanken).
Dafür können Programme sogenannte „VSS Writer“ implementieren, um Kopien der eigenen aktuell geöffneten Dateien in einem konsistenten Zustand in der Schattenkopie abzulegen. Der SQL-Server stellt beispielsweise eine solche Komponente zur Verfügung. Einige Kopierprogramme nutzen diese Funktionalität, um Systeme im laufenden Betrieb zu klonen.
In Windows XP ist eine stark eingeschränkte Version von VSS enthalten. Dauerhafte Aufbewahrung von älteren Versionsständen ist damit nicht möglich. Von jedem logischen Laufwerk kann nur eine temporäre Schattenkopie angelegt werden. Das wird z. B. von Backuplösungen wie Acronis, Paragon, SEP sesam, NTBackup, Langmeier Backup, ShadowProtect, Bacula, Duplicati und Syncback Pro genutzt, um alle Dateien während des Betriebes konsistent sichern zu können. Eine Schattenkopie lässt sich für Windows-Versionen vor Server 2008 auch über das Kommandozeilenprogramm vshadow.exe aus dem VSS-SDK erstellen. Bei aktuelleren Versionen ist vssadmin.exe bereits auf dem System vorhanden.
Zu beachten ist, dass Microsoft die Abkürzung VSS auch für Visual SourceSafe verwendet.